# Derby d'Izmir
La rivalité entre le Karşıyaka et le Göztepe, fait référence à la rivalité entre les deux meilleurs clubs de football d'Izmir, en Turquie.

## Tous les matchs
| #  | Date       | Tournoi                               | Domicile  | Score | Extérieur              |
| -- | ---------- | ------------------------------------- | --------- | ----- | ---------------------- |
| 1  | 08-03-1959 | Spor Toto Süper Lig                   | Göztepe   | 3–2   | Karşıyaka              |
| 2  | 19-04-1959 | Spor Toto Süper Lig                   | Karşıyaka | 0-3   | Göztepe                |
| 3  | 06-09-1959 | Spor Toto Süper Lig                   | Göztepe   | 1–0   | Karşıyaka              |
| 4  | 09-04-1960 | Spor Toto Süper Lig                   | Karşıyaka | 1–1   | Göztepe                |
| 5  | 17-09-1960 | Spor Toto Süper Lig                   | Karşıyaka | 0–0   | Göztepe                |
| 6  | 05-03-1961 | Spor Toto Süper Lig                   | Göztepe   | 2-6   | Karşıyaka              |
| 7  | 05-11-1961 | Spor Toto Süper Lig                   | Karşıyaka | 2-2   | Göztepe                |
| 8  | 24-02-1962 | Spor Toto Süper Lig                   | Göztepe   | 2-0   | Karşıyaka              |
| 9  | 04-11-1962 | Spor Toto Süper Lig                   | Karşıyaka | 1-0   | Göztepe                |
| 10 | 02-03-1963 | Spor Toto Süper Lig                   | Karşıyaka | 2-1   | Göztepe                |
| 11 | 24-08-1963 | Spor Toto Süper Lig                   | Göztepe   | 1–0   | Karşıyaka              |
| 12 | 19-01-1964 | Spor Toto Süper Lig                   | Karşıyaka | 1–1   | Göztepe                |
| 13 | 1965–1966  | Coupe de Turquie de football          | Göztepe   | 3–0   | Karşıyaka              |
| 14 | 27-11-1966 | Spor Toto Süper Lig                   | Karşıyaka | 0-1   | Göztepe                |
| 15 | 15-04-1967 | Spor Toto Süper Lig                   | Göztepe   | 1-2   | Karşıyaka              |
| 16 | 27-09-1970 | Spor Toto Süper Lig                   | Göztepe   | 1-0   | Karşıyaka              |
| 17 | 20-02-1971 | Spor Toto Süper Lig                   | Karşıyaka | 0-2   | Göztepe                |
| 18 | 28-08-1971 | Spor Toto Süper Lig                   | Karşıyaka | 0-0   | Göztepe                |
| 19 | 27-02-1972 | Spor Toto Süper Lig                   | Göztepe   | 1-3   | Karşıyaka              |
| 20 | 1977–1978  | Coupe de Turquie de football          | Karşıyaka | 2-1   | Göztepe                |
| 21 | 16-05-1981 | Championnat de Turquie de football D2 | Göztepe   | 0-0   | Karşıyaka              |
| 22 | 1980–1981  | Championnat de Turquie de football D2 | Karşıyaka | 1-0   | Göztepe                |
| 23 | 1982–1983  | Championnat de Turquie de football D2 | Göztepe   | 0-2   | Karşıyaka              |
| 24 | 1982–1983  | Championnat de Turquie de football D2 | Karşıyaka | 0-1   | Göztepe                |
| 25 | 1983–1984  | Championnat de Turquie de football D2 | Göztepe   | 1-1   | Karşıyaka              |
| 26 | 1983–1984  | Championnat de Turquie de football D2 | Karşıyaka | 1-0   | Göztepe                |
| 27 | 27-11-1985 | Coupe de Turquie de football          | Göztepe   | 0-0   | Karşıyaka (T.A.B. 3-5) |
| 28 | 1985–1986  | Championnat de Turquie de football D2 | Göztepe   | 1-3   | Karşıyaka              |
| 29 | 1985–1986  | Championnat de Turquie de football D2 | Karşıyaka | 2-3   | Göztepe                |
| 30 | 1986–1987  | Championnat de Turquie de football D2 | Göztepe   | 0-2   | Karşıyaka              |
| 31 | 1986–1987  | Championnat de Turquie de football D2 | Karşıyaka | 4–0   | Göztepe                |
| 32 | 05-11-1986 | Coupe de Turquie de football          | Karşıyaka | 0-1   | Göztepe                |
| 33 | 21-09-1991 | Championnat de Turquie de football D2 | Karşıyaka | 0-1   | Göztepe                |
| 34 | 16-02-1992 | Championnat de Turquie de football D2 | Göztepe   | 0-4   | Karşıyaka              |
| 35 | 24-09-1994 | Championnat de Turquie de football D2 | Göztepe   | 1-2   | Karşıyaka              |
| 36 | 26-11-1994 | Championnat de Turquie de football D2 | Karşıyaka | 2-1   | Göztepe                |
| 37 | 07-09-1996 | Championnat de Turquie de football D2 | Göztepe   | 2-1   | Karşıyaka              |
| 38 | 02-10-1996 | Coupe de Turquie de football          | Karşıyaka | 0–0   | Göztepe (T.A.B. 4-5)   |
| 39 | 10-11-1996 | Championnat de Turquie de football D2 | Karşıyaka | 1-1   | Göztepe                |
| 40 | 03-09-2000 | Championnat de Turquie de football D2 | Karşıyaka | 0–1   | Göztepe                |
| 41 | 01-11-2000 | Championnat de Turquie de football D2 | Göztepe   | 0-0   | Karşıyaka              |
| 42 | 07-09-2003 | Championnat de Turquie de football D2 | Göztepe   | 1-0   | Karşıyaka              |
| 43 | 08-02-2004 | Championnat de Turquie de football D2 | Karşıyaka | 5-2   | Göztepe                |
| 44 | 17-09-2011 | Championnat de Turquie de football D2 | Göztepe   | 1-1   | Karşıyaka              |
| 45 | 29-01-2012 | Championnat de Turquie de football D2 | Karşıyaka | 1-0   | Göztepe                |

## Navigation